# 文化芸術中心駅
文化芸術中心駅（ぶんかげいじゅつちゅうしんえき）は、中華人民共和国湖南省長沙市岳麓区にある長沙地下鉄2号線の駅である。

## 駅構造
- 島式ホーム1面

## 駅周辺
- 1、2出入口：梅渓湖国際文化芸術中心、金茂広場
- 4出入口：美立方、振業城

## 隣の公交車駅
- 金茂広場：W203区間線（1、4出入口）
- 映日路天頂路口：W115路、W202-1路、219路（4出入口）